# Arc North
Oscar Jan Bengt Christiansson, conhecido pelo seu acrônimo Arc North, (Estocolmo, Suécia, 1 de junho de 1997), é um DJ e produtor musical. Participou do Melodifestivalen 2023 com a música "Where You Are (Sávežan)" junto com Jon Henrik Fjällgren e Adam Woods.

## Discografia

### Jogadas estendidas
| Título | Ano  | Detalhes                  |
| --- | ---- | ------------------------- |
| "Where You Are (Sávežan) [feat. Adam Woods] [Alex D'Rosso Remix] (Arc North, Jon Henrik Fjällgren, Adam Woods, Alex D'Rosso) | 2023 | Rótulo: LoudKult          |
| "No Cow On The Ice" (Arco Norte)                                                                                             | 2020 | Rótulo: AntiFragile Music |
| "Love Me To Life'" (Arco Norte, AXYL)                                                                                        | 2020 | Auto-produção             |
| "Limbo (Remixes)" (Arco Norte, Veronica Bravo)                                                                               | 2020 | Gravadora: Magic Records  |

| Title                                                                                     | Year | Peak chart positions | Album             |
| Title                                                                                     | Year | SWE                  | Album             |
| ----------------------------------------------------------------------------------------- | ---- | -------------------- | ----------------- |
| "Where You Are (Sávežan) [Acoustic Version] (Arc North, Jon Henrik Fjällgren, Adam Woods) | 2023 |                      | Single avulso     |
| "Where You Are (Sávežan)" (Arc North, Jon Henrik Fjällgren, Adam Woods)                   | 2023 | 6                    | Single avulso     |
| "Better" (Arc North, Rival, Cadmium)                                                      | 2022 |                      | Single avulso     |
| "Better Life (°AN Sessions Vol.1) (Arc North, Reo Cragun)                                 | 2022 |                      | Single avulso     |
| "Broken Roads" (Arc North, Rival, The Music Freaks, MIYA MIYA)                            | 2022 |                      | Single avulso     |
| "Knight Rider" (Alfons, Arc North)                                                        | 2022 |                      | Single avulso     |
| "Enemy" (Arc North, Meric Again, Fallen Roses)                                            | 2022 |                      | Single avulso     |
| "Regrets" (Arc North, Axel Johansson)                                                     | 2022 |                      | Single avulso     |
| "I Know" (Arc North, Shiah Maisel)                                                        | 2022 |                      | Single avulso     |
| "Coming Home" (Arc North, Rival, Cadmium)                                                 | 2021 |                      | Single avulso     |
| "Go Home" (Arc North)                                                                     | 2021 |                      | Single avulso     |
| "Symphony" (Arc North, Donna Tella)                                                       | 2021 |                      | Single avulso     |
| "Wildfire" (Arc North, LILO, Rynn)                                                        | 2021 |                      | Single avulso     |
| "Numb (Acoustic)" (AXA, Arc North, Pop Mage)                                              | 2021 |                      | Single avulso     |
| "Save The World" (Arc North, CRVN)                                                        | 2021 |                      | Single avulso     |
| "We're Beautiful" (Arc North, Nicole Bullet, Sharmystic)                                  | 2021 |                      | Single avulso     |
| "Like Me But Better" (Arc North, Next to Neon)                                            | 2021 |                      | Single avulso     |
| "Let Me Love You" (Arc North, Jacob Frohde)                                               | 2021 |                      | Single avulso     |
| "Close To Lonely" (Arc North, Bertie Scott)                                               | 2021 |                      | Single avulso     |
| "Youngblood" (Arc North, Cour, Charlie Miller)                                            | 2021 |                      | Single avulso     |
| "Love You Like a Love Song" (Behmer, Arc North, Cour)                                     | 2021 |                      | Single avulso     |
| "What You Want" (Arc North)                                                               | 2021 |                      | Single avulso     |
| "Loved With Your Love" (Arc North, Rival, Robbie Rosen)                                   | 2020 |                      | Single avulso     |
| "Faded" (Arc North, Cour, New Beat Order, Lunis)                                          | 2020 |                      | Single avulso     |
| "Stronger" (Arc North, Shaunt.wav)                                                        | 2020 |                      | Single avulso     |
| "Numb" (Arc North, Aaron Richards, New Beat Order, Cour)                                  | 2020 |                      | Single avulso     |
| "Back To Life" (Arc North, Elle Vee)                                                      | 2020 |                      | Single avulso     |
| "Down" (Arc North, Badjack, Cour)                                                         | 2020 |                      | Single avulso     |
| "Back To You" (Arc North, JANNA)                                                          | 2020 |                      | No Cow On The Ice |
| "You're Always With Me" (Arc North) Directed by Alasdair Braxton                          | 2019 |                      | No Cow On The Ice |
| "If You Would Let Me" (Arc North, HANDS)                                                  | 2019 |                      | No Cow On The Ice |
| "Limbo" (Arc North, Veronica Bravo)                                                       | 2019 |                      | Single avulso     |
| "Sweet Sunshine" (Arc North)                                                              | 2019 |                      | Single avulso     |
| "Catch Me When I Fall" (Arc North, Sarah de Warren)                                       | 2019 |                      | Single avulso     |
| "End of Time" (Arc North, Laura Brehm, Rival)                                             | 2018 |                      | Single avulso     |
| "Together Now" (Arc North, Camilla Neideman, Polarbearz)                                  | 2018 |                      | Single avulso     |
| "Raging" (Arc North)                                                                      | 2018 |                      | Single avulso     |
| "My Love" (Arc North, Jonört)                                                             | 2018 |                      | Single avulso     |
| "Darkside" (Arc North, Agiya)                                                             | 2017 |                      | Single avulso     |
| "Onward, Pt.2" (Arc North, Dani Rosenoer)                                                 | 2017 |                      | Single avulso     |
| "Short Story" (Rival, Arc North)                                                          | 2017 |                      | Single avulso     |
| "Never Gonna" (Arc North)                                                                 | 2016 |                      | Single avulso     |
| "Meant To Be" (Arc North, Krista Marina) Directed by Alasdair Braxton                     | 2016 |                      | Single avulso     |
| "Digital Happiness" (Arc North)                                                           | 2016 |                      | Single avulso     |
| "Short Story" (Arc North, DJ Rival)                                                       | 2016 |                      | Single avulso     |
| "Dusk" (Arc North)                                                                        | 2016 |                      | Single avulso     |
| "Daylight" (Arc North)                                                                    | 2016 |                      | Single avulso     |
| "Slash" (Arc North)                                                                       | 2016 |                      | Single avulso     |
| "Dark Space" (Arc North, Miza)                                                            | 2016 |                      | Single avulso     |
| "Neptune" (Arc North)                                                                     | 2016 |                      | Single avulso     |
| "Voltage" (Arc North)                                                                     | 2016 |                      | Single avulso     |
| "First Light" (Arc North)                                                                 | 2016 |                      | Single avulso     |
| "Passion" (Arc North)                                                                     | 2016 |                      | Single avulso     |
| "Lost Time" (Arc North)                                                                   | 2016 |                      | Single avulso     |
| "Heroic" (Arc North)                                                                      | 2016 |                      | Single avulso     |
| "Tomahawk" (Arc North)                                                                    | 2016 |                      | Single avulso     |
| "Morocco" (Arc North)                                                                     | 2016 |                      | Single avulso     |
| "Vice" (Arc North)                                                                        | 2016 |                      | Single avulso     |
| "Oceanside" (Arc North)                                                                   | 2015 |                      | Single avulso     |